# Лазар Јовановић (писац)
Лазар Јовановић био је српски писац и учитељ који је деловао у периоду од 1835—1853. године. Радио је као учитељ у српским основним школама у Тешњу и Тузли у тадашњем Босанском пашалуку. Јовановић је написао две књиге Соборник или совјетник мајстора еснафа кујунџискога (1841) и Епистолија (1842)

## Биографија и рад
Рођен је у селу Плакаловићи код Власенице на истоку Османског царства у Босанском пашалуку. Његово презиме по рођењу било је Плакаловић, а касније га је променио у Јовановић, по оцу Јовану. Радио је и у Сарајеву током службе епископа Венијамина (1816—1835) у Митрополији дабробосанској, где је кувао кафу. Верује се да је школу похашао у Сарајеву. Године 1835. почео је да ради као наставник у српској основној школи у Тешњу и он је први познати наставник ове школе. Тадашње већинско становништво Тешња били су муслимани, а град је имао и српску варош која се развила у 18. веку. Богати српски трговци који су живели у Тешњу финансијски су подржали изградњу српске школе и цркве у граду. У периоду од 1843—1947. године, Јовановић је отишао на ходочашће у Јерусалим и након тога додао префикс Хаџи на своје име. Након тога, преселио се у Тузлу где је био учитељ такође у српској школи и запослен код локалног паше и био његов лични лекар.

Ѡбнови ѡву книгу хаћи Лазаръ Їѡанновићъ уч: туз: назыратєлъ сколє и єћимъбаша пашинъ. У Тузли мѣсєца їулия 7го днє на 1847 лѣта.
— "Ову књигу обновио је Хаџи Лазар Јовановић, наставник из Тузле, надзорник школе и пашин лекар у Тузли, седмог дана јула, 1847. године."

Натпис на књизи који се налази у Манастиру Ловница
Први рукописни рад Јовановић је створио 1839. године. Била је то читуља, посмртна књижица која садржи имена преминулих чланова породица према информацијама из црквених служби. Док 1843. године написао је и обрадио пет таквих књижица, које су тражили становници Тешња, из његовог родног села и два суседна. Три посмртне књижице задржане су у Манастиру Ловница. Јовановић се помињао и у литургијским књигама из манастира Ломница (1840 и 1847), књизи из манастира Озрен (1841) и две књиге из цркве Рођења Светог Јована Претече и Крститеља у Зворнику. Све књиге одштампане су у 18. веку у Москви, а Јовановић је у њима додао кратке чињенице о себи.
Године 1841. Јовановић је написао прву књигу под називом Соборник или совјетник мајстора еснафа кујунџискога, коју су наручили српски златари из Сарајева. Године 1842. објавио је другу књигу под називом Епистолија, коју је наручила црква Благовести у селу Осјечани на подрују Добоја.
Према стандардима свог времена и окружења, Јовановић је био веома писмен човек. Иако је написао само две мале књиге, његов рад је изузетно заначајан с обзиром да је сачуван релативно мали број српских рукописа на подручју Босанског пашалука. Прва штампарија на овој територији под називом Горажданска штампарија, коју је основао српски трговац престала је да ради 1523. године, а није их било све до 1886. године.

## Књиге

### Соборник
Књига Јовановића под називом Соборник или совјетник мајстора еснафа из 1841. године, назива се још и Збрика савета за златарске мајсторе. Књига се чува у Народном музеју у Београду, одељку старих и ректих књига. Рукопис су наручили српски златари из Сарајева, а Јовановић га је написао у Тешњу. Соборник је написан на папиру и садржи 60 страница. Величина листова је 155х166 мм, док је величина текстуалних колона 145х102 мм, са око 11 до 13 линија по страници. Текст је писан црним мастилом, а наслови су црвени. Корице су направљене од дрвених плоча и обложене кожом тамне винске боје, димензија 160х120 мм.
У централном делу књиге налази се наслов Драги брате, за који се претпоставља да је био састављен на основу неког раниеј текста. Ту се налазе морални савети, допуњени одговарајућим библијским пасусима. Поред општег савета побожности, праведности, поштења, милосрдђа, поштовања, пасуси позивао на лојалност и послушност. Последњи пасуси садрже молитву за живе и преминуле.

Зло є слагати ама нїє зло съ малиїмъ зломъ ѿ вєликога зла оутєћи.
— "Зло је слагати, али није зло побећи од великих зла малим лажима."

Ми смо на ѡвомъ свиєту каѡ на єдномъ заиму илї каѡ роса на лїсту ... каѡ єданъ цвиєтъ: данасъ єсть а шютра ниє.
— "Ми смо на овом свету као роса на листу... као цвет. Данас смо ту сутра нисмо."

Sobornik
Јовановић је навео да је ову књигу писао на славеносрпском језику, али је књига написана у основи на српском језику у ијекавског облику. Црквенословенски утицаји могу се видети у фонологији и у мањој мери у морфологији, а слова изгледају архаично.
У натписима Соборника помињу се Никола Габелић, Теодор Мијић, Станиша Василијевић, Периша Смиљанић и Андрија. Они су платили 57 пиастерса и 20 пара, што је била месечна плата наставника у српској школи у Сарајеву. Књига је први пут поменута у литератури, у спису Владислава Скарића, 1902. године. Године 1954. Соборник је продат Народном музеју Србије.

### Епистолија
Друга Јовановићева књига Епистолија написана је 1842. године и она се налази у Народној библиотеци Србије у Београду у збирци старих и ретких књига. Рукопис је наручила црква Благовести из села Осјечани код Добоја, а Јовановић га је написао у Тешњу. Књига саджри списе о Исусу Христу и Богу који је сишао са неба, а проклињу се они који сумњају у његово божанско прекло и обећава се корист онима који буду имали вере и ширили је даље у јавности.}}
Књига је написана на папиру, садржи 30 листова, димензија 200х155 мм, док је величина текстуалних колона 130х120 мм, са 12 до 14 линија по страници. Корице књиге направљене су од дрвених плоча, обложене тамносмеђом кожом, димензија 205х106 мм. Текст је писан црним мастилом, а наслови су црвени. Сматра се да се ова књига понекад читала током црквених литургија. У књизи се налазе листа имена људи из Осјечана, за које се молило и још око шездесет имена углавном у одељку Вечне слуге Божје. Књига је улустрована главом Исуса Христа и његовом иконом.
Није познато колико дуго времена је ова књига била у цркви у Осјечану. Књига се након чувања у цркви, чувала и у селу Кожухе, такође у Добоју, где је један од власника био свештеник Ђорђе Стефановић, брат попа Јаћима Стефановића, једног од органзатора Требавске буне.  Књига је 1943. године од стране непознате особе даривана Народној библиотеци Србије у Београду.